# Perdita diversa
Perdita diversa är en biart som beskrevs av Timberlake 1954. Perdita diversa ingår i släktet Perdita och familjen grävbin. Inga underarter finns listade i Catalogue of Life.